# Eccellenza Liguria 1999-2000
Il campionato italiano di calcio di Eccellenza regionale 1999-2000 è stato il nono organizzato in Italia. Rappresenta il sesto livello del calcio italiano.
Questo è il campionato regionale della regione Liguria.

## Squadre partecipanti
| Squadra                         | Città                        | Stadio                   |
| ------------------------------- | ---------------------------- | ------------------------ |
| A.C. AlbengaCisano              | Albenga (SV)                 |                          |
| U.S. Angelo Baiardo             | Genova (GE)                  |                          |
| S.S. Argentina                  | Arma di Taggia (IM)          |                          |
| U.S. Bolzanetese Virtus Vinelli | Bolzaneto (GE)               |                          |
| U.S. Busalla Calcio             | Busalla (GE)                 |                          |
| A.S. Caperanese                 | Chiavari (GE)                |                          |
| U.S. Fezzanese                  | Fezzano (SP)                 |                          |
| U.S. Fo.Ce. Vara                | Follo (SP)                   |                          |
| U.C. Grassorutese               | Rapallo (GE)                 |                          |
| A.C. Loanesi San Francesco      | Loano (SV)                   |                          |
| U.S. Pontedecimo                | Pontedecimo (GE)             |                          |
| A.C. Sammargheritese            | Santa Margherita Ligure (GE) | Stadio Eugenio Broccardi |
| U.S. Sampierdarenese 1946       | Sampierdarena (GE)           |                          |
| Savona Calcio                   | Savona (SV)                  |                          |
| U.S. Sestri Levante             | Sestri Levante (GE)          |                          |
| Vado F.C.                       | Vado Ligure (SV)             |                          |

## Classifica finale
|  | Pos. | Squadra               | Pt | G  | V  | N  | P  | GF | GS | DR  |
|  | ---- | --------------------- | -- | -- | -- | -- | -- | -- | -- | --- |
|  | 1.   | Savona                | 66 | 30 | 19 | 9  | 2  | 57 | 15 | +42 |
|  | 2.   | Vado                  | 56 | 30 | 15 | 11 | 4  | 44 | 20 | +24 |
|  | 3.   | Fo.Ce. Vara           | 54 | 30 | 15 | 9  | 6  | 42 | 19 | +23 |
|  | 4.   | Pontedecimo           | 47 | 30 | 13 | 8  | 9  | 42 | 31 | +11 |
|  | 5.   | Busalla               | 45 | 30 | 13 | 6  | 11 | 34 | 29 | +5  |
|  | 6.   | Sammargheritese       | 41 | 30 | 10 | 11 | 9  | 35 | 38 | -3  |
|  | 7.   | Loanesi               | 39 | 30 | 9  | 12 | 9  | 38 | 43 | -5  |
|  | 8.   | Fezzanese             | 36 | 30 | 7  | 15 | 8  | 28 | 30 | -2  |
|  | 9.   | AlbengaCisano         | 36 | 30 | 8  | 12 | 10 | 34 | 36 | -2  |
|  | 10.  | Argentina             | 36 | 30 | 8  | 12 | 10 | 30 | 40 | -10 |
|  | 11.  | Bolzanetese V.Vinelli | 34 | 30 | 9  | 7  | 14 | 32 | 45 | -13 |
|  | 12.  | Grassorutese          | 33 | 30 | 7  | 12 | 11 | 22 | 26 | -4  |
|  | 13.  | Angelo Baiardo        | 32 | 30 | 8  | 8  | 14 | 29 | 43 | -14 |
|  | 14.  | Sestri Levante        | 32 | 30 | 9  | 11 | 10 | 34 | 42 | -8  |
|  | 15.  | Caperanese            | 30 | 30 | 6  | 12 | 12 | 24 | 32 | -8  |
|  | 16.  | Sampierdarenese 1946  | 16 | 30 | 3  | 7  | 20 | 13 | 49 | -36 |

- Sestri Levante 6 punti di penalizzazione.

## Spareggio salvezza
| Squadra 1      | Risultato       | Squadra 2      |
| -------------- | --------------- | -------------- |
| Angelo Baiardo | 0 - 0 (7-6 dcr) | Sestri Levante |

| Rapallo 07-05 2000                           | Angelo Baiardo       | 0 – 0 (d.t.s.) | Sestri Levante |  |
| \| \| \| \| \| \| Tiri di rigore 7 – 6 \| \| |                      |                |                |  |
|                                              |                      |                |                |  |
|                                              | Tiri di rigore 7 – 6 |                |                |  |

## Fonti e bibliografia
- Franco Astengo, Massimo Bochiolo e Claudio Bordone, Annuario statistico del calcio ligure 2006, Editrice Coedit.
- Annuario F.I.G.C. 1999-2000, Roma (2000) conservato presso:
  - tutti i Comitati Regionali F.I.G.C.-L.N.D.;
  - la Lega Nazionale Professionisti a Milano;
  - la Biblioteca Nazionale Centrale di Firenze;
  - la Biblioteca Nazionale Centrale di Roma.
- Carlo Fontanelli, ANNOGOL 2001 - Geo Edizioni Srl, Empoli (FI).